# Cynodon nlemfuensis
Cynodon nlemfuensis es una especie de planta herbácea perteneciente a la familia de las poáceas. Nativa de África, introducida y naturalizada en otras partes de los trópicos y subtrópicos. Conocido como pasto estrella o tumbabobos.

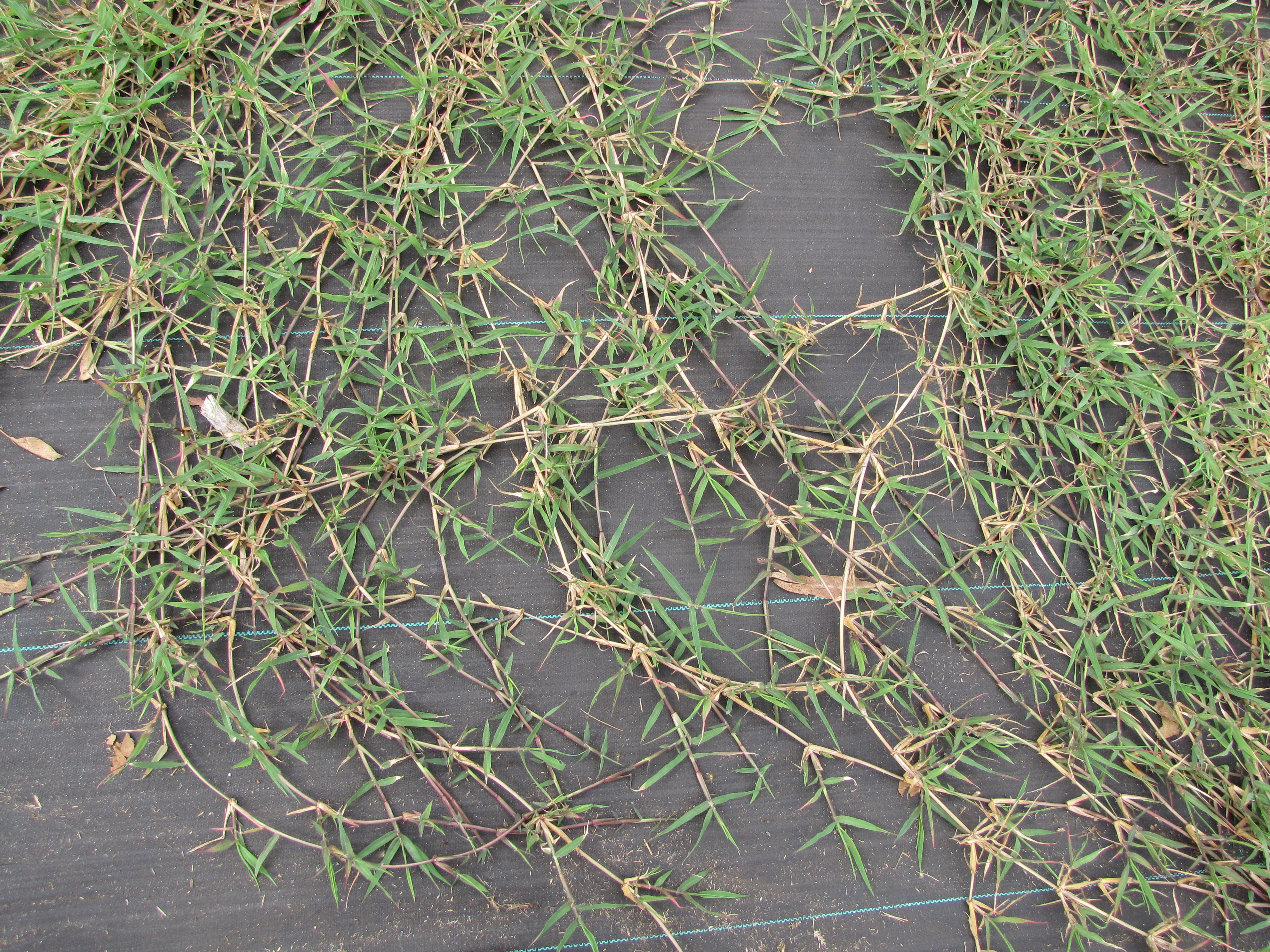
Espolones en Ulupalakua Ranch, Maui, Hawái.

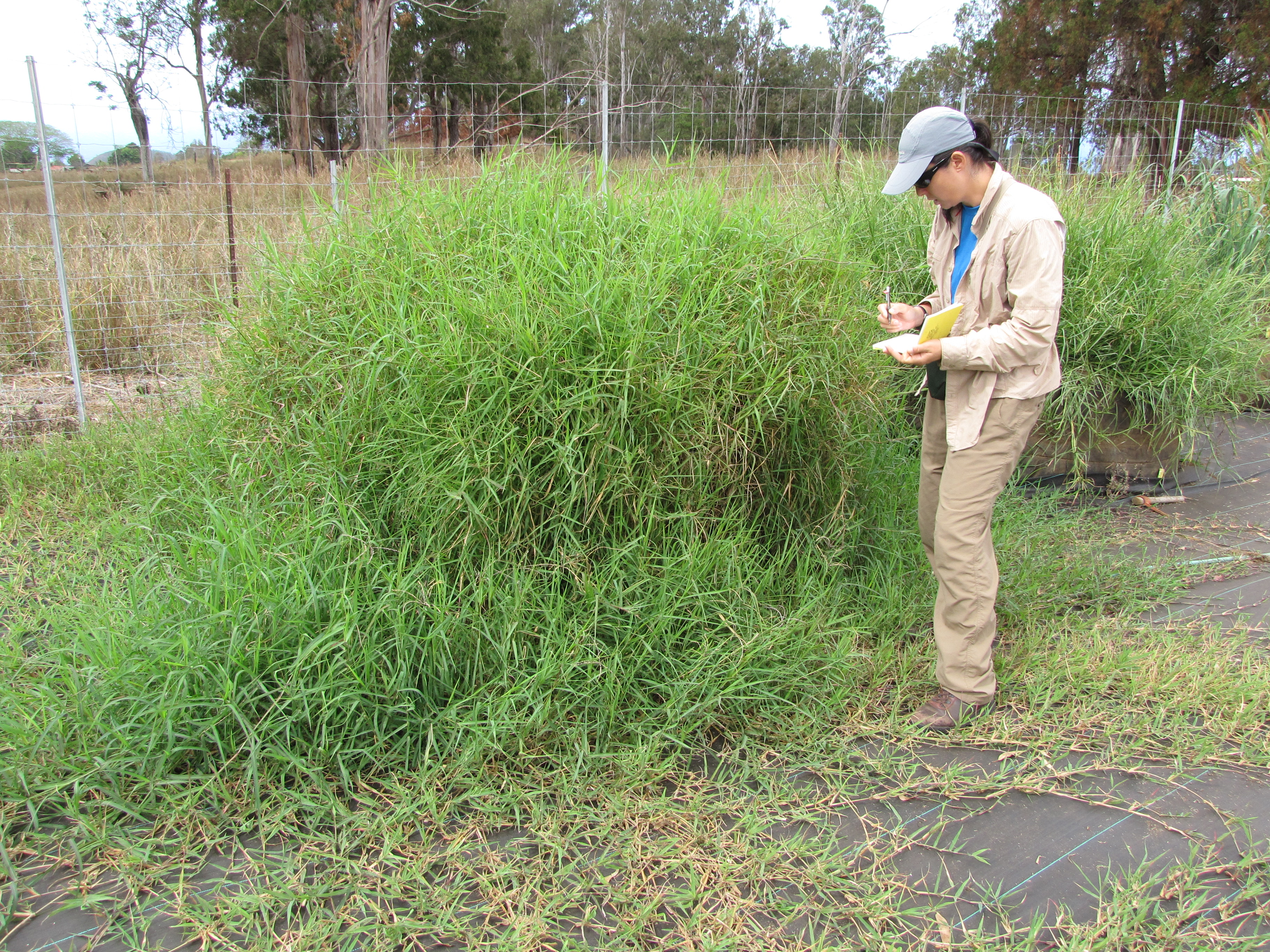

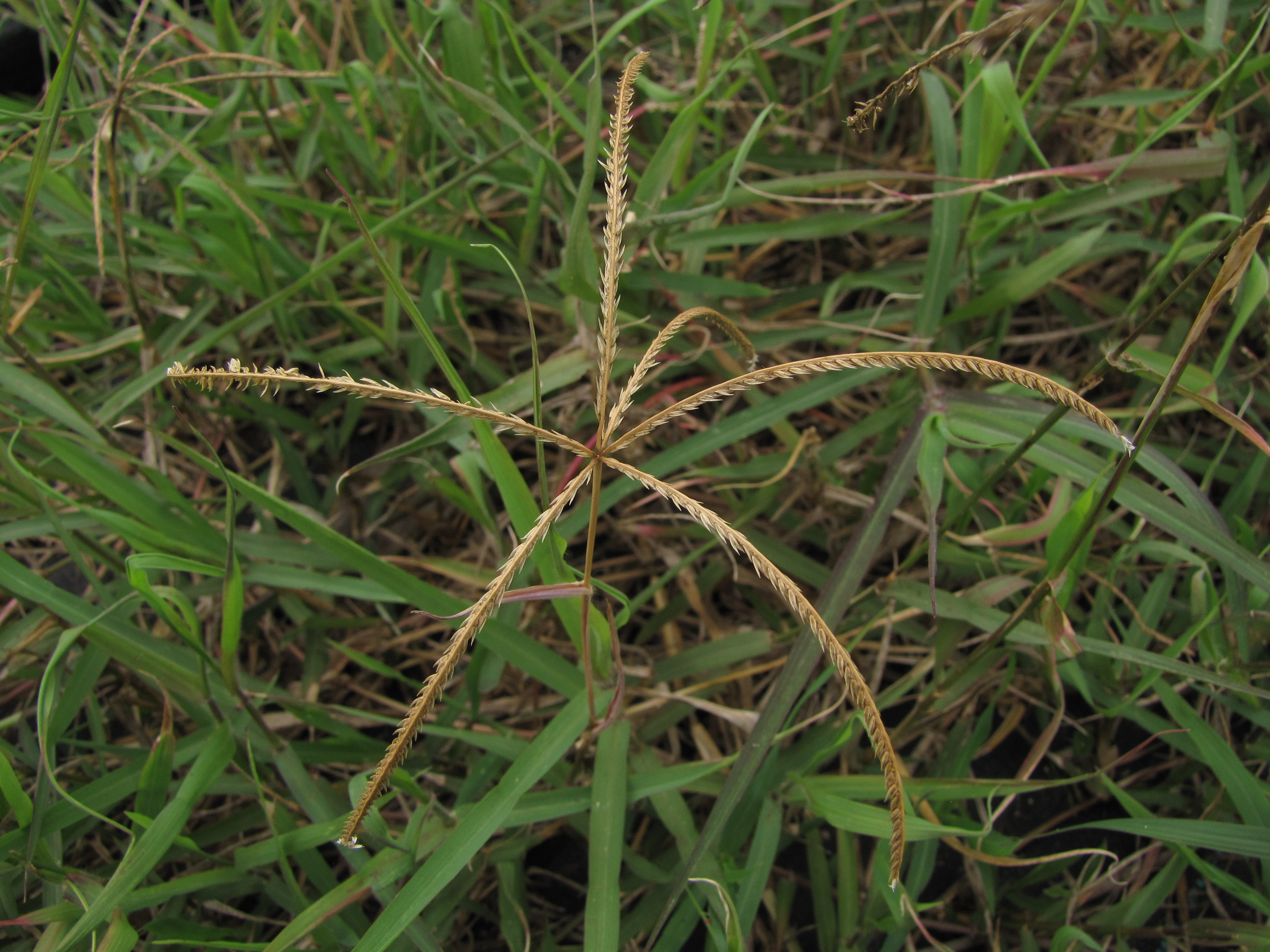

## Descripción
Cynodon nlemfuensis (estrella africana) es un pasto tropical perenne de clima cálido, originario de la región de África central cuyo crecimiento por medio de estolones entrenudos largos y abundantes, le permite distribuirse rápidamente al generar raíces profundas y culmos de hasta 1 m de altura que al mismo tiempo producen semillas que facilitan su dispersión.

## Características
Son plantas estoloníferas; con estolones de 2–3 mm de ancho, ásperos; tallos erectos de 30–60 cm de largo y 2 mm de ancho. Vainas glabras; lígula de 0.3 mm de largo; láminas 5–16 cm de largo y 2–6 mm de ancho, aplanadas, con tricomas suaves largos en las aurículas y en la base de la lámina, especialmente detrás de la lígula. Espigas 4–9, 4–10 cm de largo, en 1–2 verticilos; espiguillas 2–3 mm de largo; glumas 1.8–2.3 mm de largo, subiguales, la inferior arqueada, linear, adpresa, la superior angostamente lanceolada, divergente; lema 2.5–2.8 mm de largo, suavemente adpreso pilosa sobre la quilla; pálea tan larga como la lema; raquilla ca 1/2 la longitud de la pálea, el rudimento diminuto; anteras 1.2 mm de largo, amarillas.

## Hábitat
Se extiende en ambientes rurales, terrenos baldíos, crece entre los 0-1500 m s. n. m. Es usado para pastoreo rotativo preferiblemente.

## Taxonomía
Cynodon nlemfuensis fue descrita por Hyacinthe Julien Robert Vanderyst y publicado en Bulletin agricole du Congo Belge 13: 342. 1922.
Etimología
Cynodon: nombre genérico que deriva del griego kuon = (perro) y odous, odontos = (diente), tal vez en alusión a las duras  yemas basales cónicas y afiladas en los rizomas.
nlemfuensis: epíteto
Sinonimia
- Cynodon dactylon var. sarmentosus Pers.
- Cynodon lemfuensis Vanderyst
- Cynodon nlemfuensis var. nlemfuensis
- Cynodon parodii Caro & E.A.Sánchez[5][6]